# 弗拉基米尔·温尼琴科
弗拉基米尔·基里洛维奇·温尼琴科（羅馬化：Volodymyr Kyrylovych Vynnychenko；1880年7月28日—1951年3月6日；又譯名沃洛迪米爾·溫尼琴科），乌克兰政治人物、文学家，乌克兰人民共和国首任总理，烏克蘭社會民主工黨领导人。温尼琴科是革命前乌克兰现代主义文学的重要人物，曾长期旅居西方国家，创作过短片故事、小说、戏剧，其作品在苏联时期遭到查禁。

## 辞职
1919年2月10日，由于无法恢复秩序或解决与西蒙·彼得留拉之间的矛盾，温尼琴科下台并移居国外。1920年在維也納的短暂时间里，温尼琴科写了三卷本的《国家的重生》。与此同时，1919年底，温尼琴科从烏克蘭社會民主工黨辞职并成立了乌克兰共产党人海外小组。